# Armoriale dei comuni del Savo Settentrionale
Questa pagina contiene le armi (stemma e blasonatura) dei comuni finlandesi appartenenti alla regione del Savo Settentrionale.
Regione del Savo Settentrionale

## Comuni e città attuali
| Stemma | Nome del comune e blasonatura |
| ------ | --- |
|        | Iisalmi Aaltokoroisesti musta-kultakatkoinen kilpi, jonka yläkentässä pystyssä jännitetty käsijousi, kokonaan kultaa, ja alakentässä kaksi piilukirvestä ristikkäin ja niiden varsien ympärillä saatteena neljä ruusua asetettuina 1+2+1, kaikki mustia. (troncato ondato di nero e d'oro: nel 1° all'arco teso d'oro; nel 2° a due asce di nero poste in decusse accantonate da quattro rose dello stesso)                                                                            |
|        | Juankoski Mustassa kentässä alainen, yläpuoleltaan sakarakoroinen ja alapuoleltaan aaltokoroinen hopeahirsi; sakaroista, joita on näkyvissä kolme, nousee hopea-punainen tulenlieska (di nero, alla fascia abbassata d'argento merlata di tre pezzi in alto e ondata in basso, con tre fiamme d'argento infiammate di rosso nascenti dai tre merli) |
|        | Kaavi Punaisessa kentässä hopeinen, aaltokoroinen kärki. (d'argento, abbracciato ondato a sinistra di rosso) |
|        | Karttula Sinisessä kentässä kanto, josta kasvaa kummallekin puolelle koivunverso; kaikki hopeisia. (d'azzurro, al tronco sradicato d'argento, da cui nascono lateralmente due rami di betulla ciascuno fogliato di tre pezzi dello stesso) |
|        | Keitele Mustassa kentässä kolme kultaista nuottavenettä alatusten (di nero, a tre battelli da pesca con la rete d'oro, uno sull'altro) |
|        | Kiuruvesi Mustassa kentässä kultainen kiuru siivet levitettyinä, alapuolella saatteena kolme hopeista vesilehvää asetettuina 2+1 (di nero, all'allodola spiegata d'oro, accompagnata in punta da tre foglie di ninfea rovesciate d'argento) |
|        | Kuopio Katkoisen kilven mustassa yläkentässä pystyssä viritetty jousi ja sen yläpuolella kruunu, kaikki kultaa, paitsi nuolen kärki ja sulitettu pyrstö hopeaa; hopeisessa alakentässä punainen yksitorninen kirkko, jonka ovi- ja ikkuna-aukot mustat (troncato di nero e d'argento: nel primo all'arco teso d'oro, con la punta e le penne della freccia d'argento, sormontato da una corona pure d'oro; nel 2° una chiesa con una sola torre di rosso, aperta e finestrata di nero) |
|        | Lapinlahti Mustassa kentässä kaskenviertäjä työvälineenään viertokanki; miehen molemmin puolin saatteena kuusikärkinen tähti; kaikki kultaa, paitsi miehen kasvot ja kädet luonnonväriset sekä virsut ja viertokangen tyvi punaiset. (di nero, al contadino che lavora al debbio con un bastone contranoderoso, accostato da due stelle a sei punte, il tutto d'oro; il contadino con la faccia e le mani al naturale, zoccoli di corteccia di betulla e base del bastone di rosso)    |
|        | Leppävirta Mustan kentän tyvessä aaltokoroinen kultahirsi, jonka yläpuolella kultainen, punanorkkoinen ja -silmuinen leppä. (di nero, alla fascia ondata abbassata d'oro, sostenente un ontano sradicato fogliato di sei pezzi dello stesso, con quattro germogli e quattro infiorescenze di rosso) |
|        | Maaninka Mustassa kentässä kultapalkki, jossa kolme mustaa, punavaruksista, seisovaa sorsaa hirsittäin (di nero, alla banda d'oro caricata di tre anatre di nero, membrate di rosso, poste in fascia) |
|        | Nilsiä Mustassa kentässä kultainen havuristi. (di nero, alla croce di ramoscelli d'abete d'oro) |
|        | Pielavesi Mustassa kentässä kaksi paaluittaista hopeista tuohitorvea selätysten, saatteena niiden yläkulmassa ja kummallakin sivulla kultainen naulakantainen apilaristi. (di nero, a due corni di corteccia di betulla d'argento addossati in palo, accompagnati da tre crocette trifogliate e fitte d'oro poste una in capo e due ai fianchi) |
|        | Rautalampi Aaltokoroisesti kahdesti lohkoinen musta-, hopea- ja punakenttäinen kilpi; kummassakin värikentässä hopeinen raudanmerkki (interzato ondato in banda di nero, d'argento e di rosso; nel 1° e nel 3° il simbolo del ferro d'argento) |
|        | Rautavaara Mustassa kentässä kolmoisvuori, jonka yläpuolella kaksi kirvestä vinoristikkäin, kaikki hopeaa; vuoressa punainen raudanmerkki (di nero, a due asce d'argento poste in decusse, sostenute da un monte di tre cime dello stesso movente dalla punta e caricato da un simbolo del ferro di rosso) |
|        | Siilinjärvi Mustassa kentässä kaksi kassaraa (vesuria) vinoristikkäin, niiden alapuolella saatteena vesilehvä; kaikki kultaa (di nero, a due roncole poste in decusse, accompagnate da una foglia di ninfea rovesciata posta in punta, il tutto d'oro) |
|        | Sonkajärvi Mustassa kentässä kultainen myllynratas, josta nousee viisi kultapunaista liekkiä (di nero, alla ruota di mulino d'oro, da cui escono cinque fiamme d'oro ardenti di rosso ondeggianti in palo) |
|        | Suonenjoki Mustassa kentässä renkaan ympäröimä mansikanlehti, molemmat kultaa. (di nero, alla foglia di fragola d'oro racchiusa da un cerchio dello stesso) |
|        | Tervo Sinisessä kentässä kultakyljet ja viisi kultaista irtoriukua asetettuina 2:1:2 (d'azzurro, fiancato in arco d'oro, a cinque aste per salto dello stesso poste 2, 1 e 2) |
|        | Tuusniemi Kultakentässä musta kaarityviö, jolla seisoo musta, punahelttainen teeri, tyviössä kolme kultakruunua (d'oro, alla campagna curvata di nero, caricata d tre corone d'oro, sostenente un gallo cedrone di nero crestato di rosso) |
|        | Varkaus Mustassa kentässä esiintyöntyvä koukistettu käsivarsi pidellen hirsittäistä ankkuria; kaikki kultaa. (di nero, al braccio destro uscente dal lato sinistro, tenente in alto un'ancora posta in fascia, il tutto d'oro) |
|        | Varpaisjärvi Kilpi halkoinen ja havukorokatkoinen, kulta-musta. (partito d'oro e di nero, troncato con linea di partizione ad abete dell'uno all'altro) |
|        | Vesanto Mustassa kentässä kultaiset viitosjänteet. (di nero, alla quinta in banda d'oro) |
|        | Vieremä Mustassa kentässä kaateinen polviorsi, jossa kasvaa havun oksa; molemmat kultaisia. (di nero, allo scaglione rovesciato da cui nasce un ramoscello d'abete di tre pezzi, il tutto d'oro) |

## Municipalità disciolte e vecchie blasonature
| Stemma | Nome del comune e blasonatura |
| ------ | --- |
|        | Iisalmen maalaiskunta Mustassa kentässä vieretysten kolme hopeakynttilää, joiden liekit kultaa (di nero, a tre candele d'argento infiammate d'oro ordinate in fascia)                                                                                |
|        | Kuopion maalaiskunta Mustassa kentässä kolme kultaista jännittämätöntä käsijousta alakkain. (di nero, a tre archi d'oro posti uno sull'altro)) |
|        | Muuruvesi Vihreässä kentässä kaksi vasemmalta esiintyöntyvää kultaista uittohaan terää. (di verde, a due punte d'arpione d'oro uscenti dal lato sinistro dello scudo, poste una sull'altra)                                                          |
|        | Riistavesi Mustassa kentässä aaltokoroisesta hopeatyviöstä nouseva kolmipiikkinen kulta-atrain. (di nero, al tridente d'oro nascente da una campagna ondata d'argento))                                                                              |
|        | Säyneinen Kilpi apilakoron vastalohkoisesti jakama punaiseen ja hopeaan; kaksi apilanlehteä näkyvissä. (tagliato trifogliato di due pezzi di rosso e d'argento))                                                                                     |
|        | Vehmersalmi Mustassa kentässä kolme airoa vieretysten, vastapalkeittain ja niiden päällikkeenä kolme airoa vieretysten, palkeittain; kaikki kultaa. (di nero, a tre remi d'oro posti in sbarra attraversati da tre remi dello stesso posti in banda) |